# Eleições regionais em Baden-Württemberg de 2016
As eleições regionais em Baden-Württemberg de 2016 foram realizadas a 13 de Março e, serviram para eleger os 143 deputados para o parlamento regional.
O grande vencedor das eleições foi a Aliança 90/Os Verdes, que, pela primeira vez na sua história, conseguiu ser o partido mais votado numas eleições regionais, ao obter 30,3% dos votos e 47 deputados.
A União Democrata-Cristã, que desde das primeiras eleições foi sempre o partido mais votado na região, obteve o seu pior resultado de sempre, obtendo, apenas, 27,0% dos votos e 42 deputados.
O Partido Social-Democrata da Alemanha também obteve o seu pior resultado de sempre na região, tornando-se no quarto partido mais votado a nível regional, ao conseguir, apenas, 12,7% dos votos e 19 deputados.
A grande surpresa das eleições foi o enorme sucesso do partido nacionalista e populista, Alternativa para a Alemanha, que ultrapassou os social-democratas, tornando-se no terceiro partido mais votado, ao obter 15,1% dos votos e 23 deputados.
Após as eleições, a Aliança 90/Os Verdes continuaram a liderar o governo regional, mas, desta vez, formando uma coligação de governo histórica com a União Democrata-Cristã.

## Resultados Oficiais
| Partido                 | Partido                                | Votos     | %     | +/-   | Deputados | +/-     |
| ----------------------- | -------------------------------------- | --------- | ----- | ----- | --------- | ------- |
|                         | Aliança 90/Os Verdes                   | 1 623 107 | 30,27 | 6,06  | 47 / 143  | 11      |
|                         | União Democrata-Cristã                 | 1 447 462 | 27,00 | 12,00 | 42 / 143  | 18      |
|                         | Alternativa para a Alemanha            | 809 564   | 15,10 | Novo  | 23 / 143  | Novo    |
|                         | Partido Social-Democrata               | 679 727   | 12,68 | 10,45 | 19 / 143  | 16      |
|                         | Partido Democrático Liberal            | 445 498   | 8,31  | 3,04  | 12 / 143  | 5       |
|                         | A Esquerda                             | 156 240   | 2,91  | 0,11  | 0 / 143   | Estável |
|                         | Aliança pelo Progresso e Ressurgimento | 54 173    | 1,02  | Novo  | 0 / 143   | Novo    |
|                         | Outros                                 | 144 939   | 2,71  |       | 0 / 143   |         |
| Votos Inválidos         | Votos Inválidos                        | 50 695    | 0,94  | 0,43  |           |         |
| Total                   | Total                                  | 5 411 945 | 100   |       | 143 / 143 | 5       |
| Eleitorado/Participação | Eleitorado/Participação                | 7 683 464 | 70,44 | 4,17  |           |         |
| Fonte                   | Fonte                                  | [ 3 ]     | [ 3 ] | [ 3 ] | [ 3 ]     | [ 3 ]   |